# Shivania modestus
Shivania modestus är en insektsart som beskrevs av Rauno E. Linnavuori 1961. Shivania modestus ingår i släktet Shivania och familjen dvärgstritar. Inga underarter finns listade i Catalogue of Life.